# 황푸강

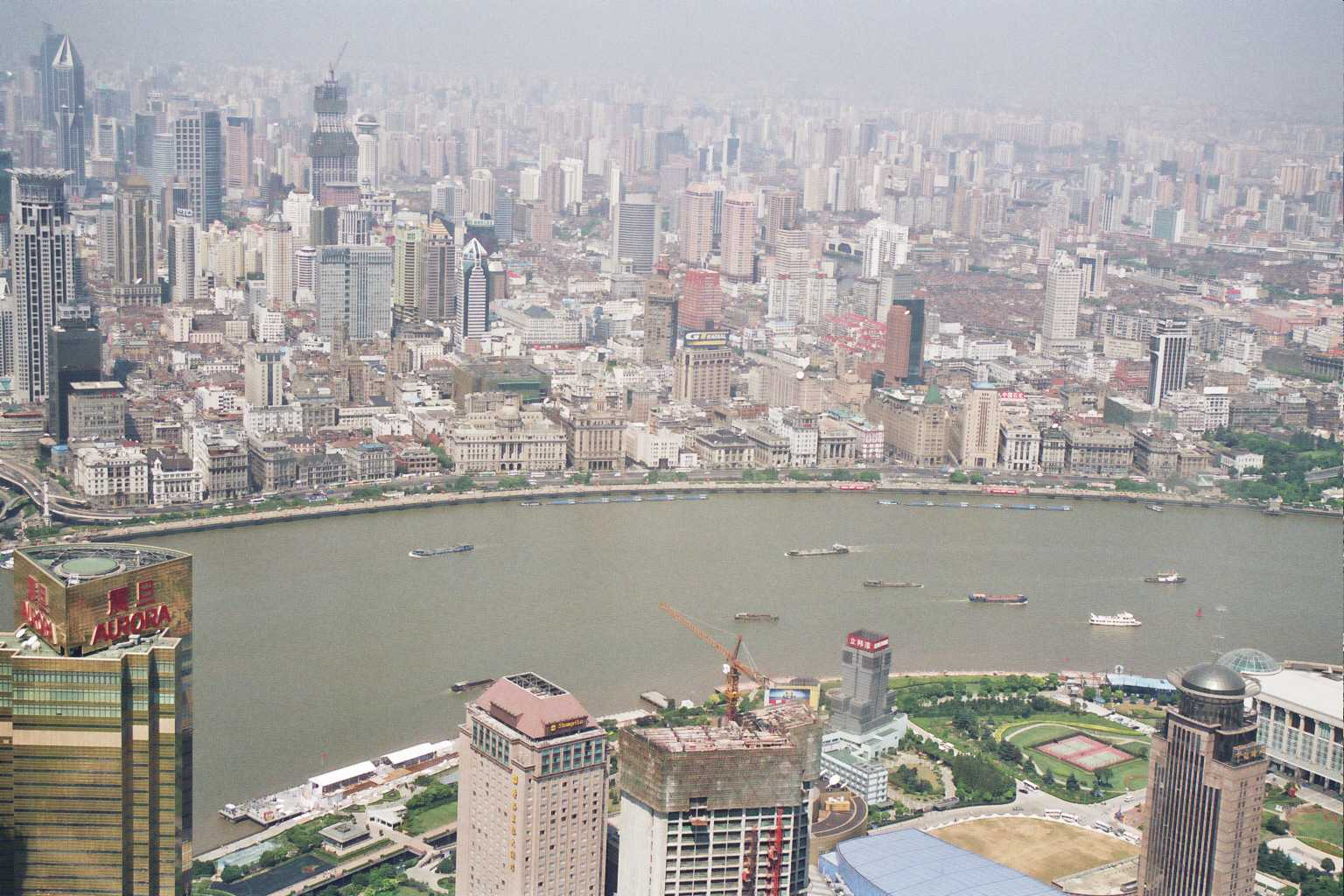
황푸강과 와이탄의 풍경

황푸강(黄浦江)은 타이후(太湖, 태호)에서 발원해서 전체 113km를 흘러간다. 중국 상하이의 중요한 수원으로 장강으로 흘러들어간다. 장강을 통해 바다로 흘러들어가는 최후의 지류이다.

## 주요 지류
소주하(苏州河), 온조빈(蕰藻浜), 천양하(川楊河), 정포하(淀浦河), 대치하(大治河), 사탕(斜塘), 오나설경(园泄經)과 대묘항(大泖港)을 흘러간다.

## 황푸강 위의 다리
푸동 국제공항에서 시내로 가려면, 반드시 아래의 다리 중 하나는 지나치게 된다. 보통 루푸대교나 난푸대교 중 하나를 지나치게 된다. 난징루, 와이탄 등 대부분의 상하이의 관광지는 이곳을 넘어 푸시로 가야 하므로, 보통 숙박도 푸시에서 하게 된다.
- 양푸 대교(楊浦大橋)
- 난푸 대교(南浦大橋)
- 루푸 대교(盧浦大橋)
- 수푸 대교(徐浦大橋)
- 펑푸 대교(奉浦大橋)

## 볼거리

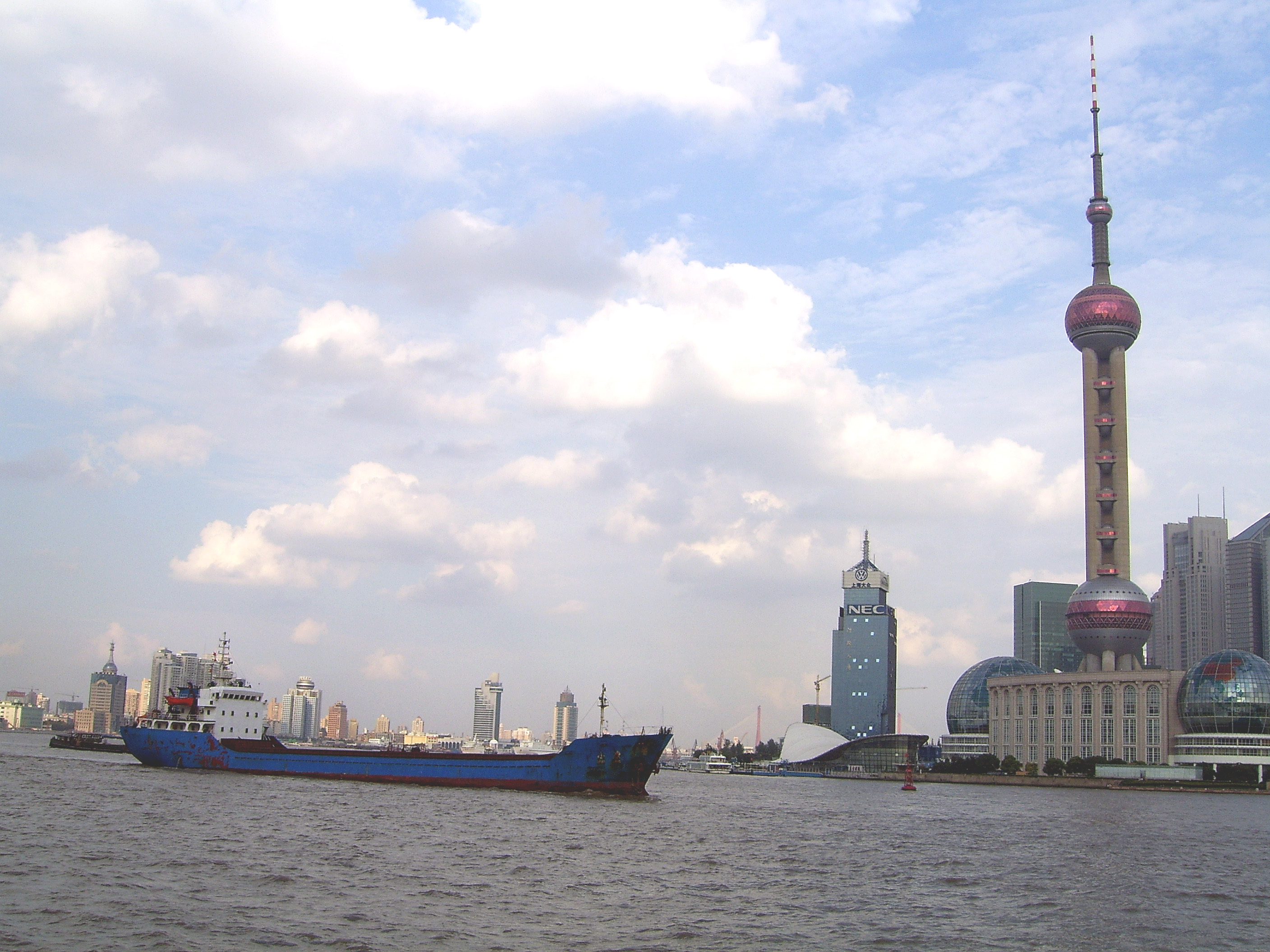
황푸강에서 본 동방명주탑

- 황푸 공원(黃浦公園)

상하이 최초의 유럽식 공원으로 외대교를 따라오면 보이는 공원이다.
- 와이탄(外灘)

황푸강과 상하이의 고층 빌딩, 유람선 등을 가장 잘 볼 수 있는 상하이의 주요 관광 포인트다. 뒷편으로는 19세기 이후~20세기 초반에 지어진 고풍스런 건물들이 있다. 외백도교(外白渡橋), 인민영웅기념비 등 볼거리가 풍부하고, 진마오 빌딩, 동방명주탑이 가장 잘 보이는 포인트다.
- 와이탄 관광터널

푸동과 푸시를 황푸강 아래로 지하터널로 가로질러서 연결한다. 와이탄에서 에스컬레이터를 타고 내려가서 요금을 지불하고 타면 된다.
- 황푸강 유람선

와이탄의 선착장에서 우숭커우(吳淞口)까지 왕복 운행하는 유람선이다. 왕복엔 세시간 30분이 소요되며, 09:30과 14:30분에 각각 출발한다.

## 같이 보기
- 푸둥 신구
- 푸시 (상하이시)